# كوكراجهار
كوكراجهار رمزها «KK» (بالإنجليزية: Kokrajhar)‏ ، هو تقسيم إداري لدولة الهند تتبع ولاية أسام (بالإنجليزية: Assam)‏ ، مركزها هو مدينة كوكراجهار (بالإنجليزية: Kokrajhar)‏ عدد سكانها حسب تعداد سنة 2001 هو 930,404 ، مساحتها 3,129 كم² وكثافة السكان 297 لكل كم² .

## المناخ
يظهر الجدول التالي التغييرات المناخية على مدار السنة لكوكراجهار:
| البيانات المناخية لـكوكراجهار     | البيانات المناخية لـكوكراجهار | البيانات المناخية لـكوكراجهار | البيانات المناخية لـكوكراجهار | البيانات المناخية لـكوكراجهار | البيانات المناخية لـكوكراجهار | البيانات المناخية لـكوكراجهار | البيانات المناخية لـكوكراجهار | البيانات المناخية لـكوكراجهار | البيانات المناخية لـكوكراجهار | البيانات المناخية لـكوكراجهار | البيانات المناخية لـكوكراجهار | البيانات المناخية لـكوكراجهار | البيانات المناخية لـكوكراجهار |
| الشهر                             | يناير                         | فبراير                        | مارس                          | أبريل                         | مايو                          | يونيو                         | يوليو                         | أغسطس                         | سبتمبر                        | أكتوبر                        | نوفمبر                        | ديسمبر                        | المعدل السنوي                 |
| --------------------------------- | ----------------------------- | ----------------------------- | ----------------------------- | ----------------------------- | ----------------------------- | ----------------------------- | ----------------------------- | ----------------------------- | ----------------------------- | ----------------------------- | ----------------------------- | ----------------------------- | ----------------------------- |
| الدرجة القصوى °م (°ف)             | 30 (86)                       | 33 (91)                       | 38 (100)                      | 40 (104)                      | 38 (100)                      | 40 (104)                      | 37 (99)                       | 37 (99)                       | 37 (99)                       | 35 (95)                       | 32 (90)                       | 28 (82)                       | 40 (104)                      |
| متوسط درجة الحرارة الكبرى °م (°ف) | 23 (73)                       | 25 (77)                       | 30 (86)                       | 31 (88)                       | 31 (88)                       | 31 (88)                       | 32 (90)                       | 32 (90)                       | 31 (88)                       | 30 (86)                       | 27 (81)                       | 24 (75)                       | 29 (84)                       |
| متوسط درجة الحرارة الصغرى °م (°ف) | 10 (50)                       | 12 (54)                       | 15 (59)                       | 20 (68)                       | 22 (72)                       | 25 (77)                       | 25 (77)                       | 25 (77)                       | 24 (75)                       | 21 (70)                       | 16 (61)                       | 11 (52)                       | 19 (66)                       |
| أدنى درجة حرارة °م (°ف)           | −2 (28)                       | −3 (27)                       | 4 (39)                        | 11 (52)                       | 16 (61)                       | 18 (64)                       | 20 (68)                       | 21 (70)                       | 20 (68)                       | 9 (48)                        | 0 (32)                        | −1 (30)                       | −3 (27)                       |
| الهطول مم (إنش)                   | 11.4 (0.45)                   | 12.8 (0.50)                   | 57.7 (2.27)                   | 142.3 (5.60)                  | 248.0 (9.76)                  | 350.1 (13.78)                 | 353.6 (13.92)                 | 269.9 (10.63)                 | 166.2 (6.54)                  | 79.2 (3.12)                   | 19.4 (0.76)                   | 5.1 (0.20)                    | 1٬717٫7 (67.63)               |
| المصدر: wunderground.com          |                               |                               |                               |                               |                               |                               |                               |                               |                               |                               |                               |                               |                               |